# Питни, Пэт
Карен Патриша (Пэт) Спурджин (англ. Karen Patricia "Pat" Spurgin, позднее — Питни (англ. Pitney), род. 10 августа 1965 года) — американская спортсменка, олимпийская чемпионка 1984 года по стрельбе из винтовки. 
Родилась 10 августа 1965 года в городе Биллингс (штат Монтана), США. В настоящий момент проживает в городе Фэрбанкс (штат Аляска). На летних Олимпийских играх 1984 года в Лос-Анджелесе завоевала золотую медаль . В возрасте 18 лет, будучи студенткой Государственного Университета Мюррея (штат Кентукки), она стала первой олимпийской чемпионкой в стрельбе из пневматической винтовки среди женщин.
В качестве волонтера Пэт Питни почти 20 лет работала помощником тренера команды «Alaska Nanooks» из Университета Аляски в Фэрбанксе. С 1994 года команда университета 9 раз победила в престижных соревнованиях по стрельбе — NCAA Rifle Championship.
В городе Мюррей (штат Кентукки) находится стрельбище, названное в честь знаменитой спортсменки Пэт Спурджин.

## Зимние Олимпийские игры 2014
Пэт Питни была отобрана факелоносцем Эстафеты олимпийского огня XXII зимних Олимпийских игр 2014 года в Сочи. Она приняли участие в олимпийской экспедиции атомного ледокола «50 лет победы» на Северный Полюс, где 11 факелоносцев — ученых из стран Арктического совета — торжественно зажгли Чашу Огня «Сочи 2014».